# Campeonato de Fútbol de Costa Rica 1931
La temporada 1931 de la Liga Nacional fue la 11.ª edición de la máxima categoría del sistema de Ligas costarricenses de fútbol.
La ratificación del poderío herediano con un nuevo bicampeonato en su historia y el nuevo rumbo a nivel internacional que tomó el balompié costarricense fueron los hechos más sobresalientes de la temporada de 1931 en donde todos los cuadros participantes de este certamen tuvieron presencia contra equipos de otros países.
El campeonato de liga adquiría mayor roce y mejor organización, los clubes comenzaron a preocuparse por la necesidad de tener buenos equipos que pudieran dar la talla dentro de una competencia, asimismo la destacada participación de la Selección de Costa Rica un año antes en los Juegos Centroamericanos y del Caribe dio al fútbol local una nueva dimensión en el extranjero y a partir de los años treinta el comenzó una época de cambios en donde iniciaron las series internacionales con la participación de excelentes cuadros en Costa Rica.
Surgía otro grande en la liga, el Orión que con solo dos temporadas en la primera división ya era subcampeón nacional mientras que el Herediano seguía su vuelo imparable e inalcanzable para sus rivales.

## Sistema de competición
La competición constó de un grupo único integrado por cinco clubes. Siguiendo un sistema de liga, los cinco equipos se enfrentaron todos contra todos en dos ocasiones sumando un total de 8 jornadas. La clasificación final se estableció con arreglo a los puntos obtenidos por los equipos en cada enfrentamiento, a razón de dos por partido ganado, uno por empatado y ninguno en caso de derrota.

## Clubes participantes
Cinco equipos tomaron parte de la temporada de la Liga Nacional de Fútbol. El equipo de Corsarios fue el que se retiró para este campeonato.
| Equipo              | Ciudad   | Estadio  |
| ------------------- | -------- | -------- |
| Alajuelense         | Alajuela | Nacional |
| Gimnástica Española | San José | Nacional |
| Herediano           | Heredia  | Nacional |
| La Libertad         | San José | Nacional |
| Orión               | San José | Nacional |

## Desarrollo
Para el torneo de 1931, el campeonato lo conformaron cinco equipos donde además de los campeones heredianos compitieron la Gimnástica, Alajuelense, La Libertad y el Orión; los de la constelación cumplieron una magnífica actuación al quedar ubicados como subcampeones al final del campeonato y habiendo derrotado a los manudos en la primera vuelta con un marcador sorpresivo y nada despreciable de 10-1, aunque el equipo de la "Constelación" caería estrepitosamente en la segunda vuelta por 8-1 contra el mismo cuadro rojinegro.
La escuadra rojiamarilla, por su parte, se mostró netamente superior a todos sus rivales y únicamente cayó derrotado en una ocasión en el juego correspondiente a la primera vuelta cuando salió con el resultado de 3-1 en contra de Gimnástica Española, luego el Herediano no volvió a tener más reveses.
En el plano internacional, 1931 marcó un surgimiento de los cuadros nacionales tanto a nivel local como fuera de él. Destacadas giras de fogueo cumplieron tanto La Libertad como Alajuelense en México así como la Gimnástica en Colombia; además de eso vinieron a Costa Rica equipos de gran categoría en aquella época como el Hakoah All Star de los Estados Unidos, cuadro que estaba conformado en su mayoría por jugadores europeos y el cual venía precedido de una gran fama en todo el territorio americano precisamente por este aspecto; en Costa Rica jugaron contra el Herediano, el Orión, el Alajuelense y los rojos de la Gimnástica, único equipo que pudo derrotar a los estadounidenses en su gira por territorio costarricense.

### Clasificación
| Pos. | Equipo              | Pts. | PJ | G | E | P | GF | GC | Dif. | Notas |
| ---- | ------------------- | ---- | -- | - | - | - | -- | -- | ---- | ----- |
| 1    | C. S. Herediano     | 11   | 8  | 4 | 3 | 1 | 17 | 13 | +4   |       |
| 2    | Orión F. C.         | 9    | 8  | 4 | 1 | 3 | 24 | 16 | +8   |       |
| 3    | Gimnástica Española | 7    | 8  | 3 | 1 | 4 | 15 | 18 | −3   |       |
| 4    | C. S. La Libertad   | 7    | 8  | 3 | 1 | 4 | 14 | 19 | −5   |       |
| 5    | L. D. Alajuelense   | 6    | 8  | 2 | 2 | 4 | 17 | 21 | −4   |       |

 Fuente: RSSSF
Criterios de clasificación: Puntos · Diferencia de goles · Goles a favor
|                                    |
|                                    |
| Campeón C. S. Herediano 6.º título |

## Estadísticas

### Plantilla del campeón
La nómina completa de la temporada 1931 del Herediano que se proclamó campeón por sexta vez en su historia.
1. Abel Sandoval
2. Braulio Morales
3. Carlos Centeno
4. Cecilio Barrantes
5. Eladio Rosabal
6. Elías Quesada
7. Francisco Fuentes
8. Gastón Michaud
9. Godofredo Ramírez
10. Humberto Lizano
11. Ismael Quesada
12. Manuel Sáenz
13. Manuel Zúñiga
14. Miguel Madrigal
15. Milton Valverde
16. Rodolfo Jones
17. Santiago Bonilla
18. Víctor Víquez

### Otros datos
- Máximo goleador: Roberto Calderón con 7 goles (C. S. La Libertad)[2]
- Total de goles marcados: 87
- Herediano consiguió el segundo bicampeonato de su historia.
- El Orión le propinó a Alajuelense una de las goleadas más grandes que ha recibido al derrotarlo 10-1.
- Alajuelense realizó una gira exitosa por México en donde jugó y derrotó a rivales como Marte (5-0) y América (4-3 y 3-2) y empató ante Atlante y Necaxa (3-3 en ambos).
- Otra gira fue la que realizó la Gimnástica a Colombia donde jugó tres encuentros contra el Sporting de Barranquilla con saldo de dos victorias y un empate (5-0, 3-0 y 1-1), además de un empate a dos tantos contra la Selección del Atlántico.
- Las salidas del Alajuelense y Gimnástica fueron las primeras de estos clubes al exterior y la primera vez que en cuadro costarricense visitó tanto México como Colombia.